# Кроси
Кроси́ (фр. Crocy) — коммуна во Франции, находится в регионе Нижняя Нормандия. Департамент коммуны — Кальвадос. Входит в состав кантона Морто-Кулибёф. Округ коммуны — Кан.
Код INSEE коммуны — 14206.

## Население
Население коммуны на 2010 год составляло 303 человека.
| 1962 | 1968 | 1975 | 1982 | 1990 | 1999 | 2010 |
| ---- | ---- | ---- | ---- | ---- | ---- | ---- |
| 348  | 311  | 311  | 305  | 304  | 289  | 303  |

## Экономика
В 2010 году среди 188 человек трудоспособного возраста (15—64 лет) 139 были экономически активными, 49 — неактивными (показатель активности — 73,9 %, в 1999 году было 69,3 %). Из 139 активных жителей работали 125 человек (67 мужчин и 58 женщин), безработных было 14 (7 мужчин и 7 женщин). Среди 49 неактивных 12 человек были учениками или студентами, 25 — пенсионерами, 12 были неактивными по другим причинам.